# Ordem de reação
Em cinética química, a ordem de reação com respeito a certo reagente, é definida como a potência (exponenciação) a qual seu termo de concentração na equação de taxa é elevado.
Por exemplo, dada uma reação química 2A + B → C com uma equação de taxa
r = k[A]2[B]1
a ordem de reação com respeito a A seria 2 e com respeito a B seria  1, a ordem de reação total seria 2 + 1 = 3. Não é necessário que a ordem de uma reação seja um número inteiro – zero e valores fracionários de ordem são possíveis – mas eles tendem a ser inteiros. Ordens de reação podem ser determinadas somente por experimentos. Seu conhecimento conduz a conclusões sobre o mecanismo de reação.
A ordem de reação não é necessariamente relacionada à estequiometria da reação, a menos que a reação seja elementar. Reações complexas podem ter ou não ordens de reação iguais a seus coeficientes estequiométricos.
Por exemplo:
- A hidrólise alcalina de acetato de etila é uma reação complexa:

CH3COOC2H5 + OH− → CH3COO− + C2H5OH.
Ela tem a seguinte equação de taxa: r = k[CH3COOC2H5][OH]
- A equação de taxa para a hidrólise catalisada de imidazol é

r = k [imidazole][CH3COOC2H5]
embora não esteja o imidazol presente na equação química estequiométrica
- Na reação de íons arildiazônio com nucleófilos em solução aquosa ArN2+ + X− → ArX + N2 a equação de taxa é

r = k[ArN2+]
Reações podem também ter uma ordem de reação indefinida em relação a um reagente, por exemplo um pode relacionar-se sobre a ordem de reação na equação de taxa encontrada quando trata com uma reação bimolecular entre moléculas adsorvidas:
{\displaystyle r=k{\frac {K_{1}K_{2}C_{A}C_{B}}{(1+K_{1}C_{A}+K_{2}C_{B})^{2}}}.\,}
Se a concentração de um dos reagentes permanece constante (porque ela é um catalisador ou se está em grande excesso em relação a outros reagentes) sua concentração pode ser incluida na constante de taxa, obtendo-se uma pseudo constante: se B é o reagente o qual a concentração é constante então
{\displaystyle r=k[A][B]=k'[A].\,}
A equação de taxa de segunda ordem tem sido reduzida à equação de taxa de pseudo-primeira-ordem. Isto torna o tratamento para obter-se uma equação de taxa integrada muito mais fácil.
Reações de ordem zero são frequentemente vistas como decomposições químicas termais onde a taxa de reação é independente da concentração do reagente (a alteração da concentração não tem efeito sobre a taxa da reação):
Em reações de ordem fracionária a ordem é um número não inteiro típico de reações com um mecanismo de reação complexo. Por exemplo a decomposição química do etanal em metano e monóxido de carbono ocorre com uma ordem de 1,5 em relação ao etanal. A decomposição do fosgênio a monóxido de carbono e cloro tem ordem 1 em relação ao fosgênio e ordem 0,5 em relação ao cloro.
Em uma reação de ordem mista a ordem de reação altera-se no curso da reação como um resultado de mudanças de variáveis tais como o pH. Um exemplo é a oxidação de um álcool à cetona por um rutenato (RuO42−) e um hexacianoferrato, o último servindo como catálisador de sacrifício convertendo Ru(IV) novamente a Ru(VI): a taxa de desaparecimento do ferrato é de ordem zero em relação ao ferrato no início da reação (quando sua concentração é alta e o catalisador de rutênio é rapidamente regenerado) mas torna-se em primeira ordem quando sua concentração decresce.
Reações de ordem negativa são raras, por exemplo a conversão de ozônio (ordem  2) a oxigênio (ordem  −1).